# П'ємонт
П'ємонт (італ. Piemonte) — регіон Італії. Розташований на півночі країни. Складається із провінцій Алессандрія, Асті, Б'єлла, Вербано-Кузіо-Оссола, Верчеллі, Кунео, Новара і Турин. Адміністративний центр — Турин. Площа — 25399 км², населення 4 466 509 осіб (2012).

## Назва
- П'ємо́нт (вальз. Piemont, МФА: [pje'mont]; фр. Piémont, МФА: [pje.mɔ̃]) — німецька (вальзерська) і французька назва, що походить від виразу лат. ad pedem montium, «поділля, підніжжя гори». Фігурує від ХІІ ст. в середньовічних латиномовних документах у формі Pedemontium або Pedemontis[2].
- П'ємо́нте (італ. Piemonte, МФА: [pjeˈmonte]) — італійська назва.
- П'єму́нт (п'єм., окситан. і арп. Piemont, МФА: [pje'munt]) — п'ємонтська, окситанська і франко-провансальська назви.

## Географія
Найбільші річки: По (652 км), Танаро (276 км), Тічино (248 км). Найбільші озера: Маджоре (Лаго-Маджоре), д'Орта. Найвищі гори: Монте-Роза (4637 м), Гран-Парадізо (4061 м), Монвізо (3841 м).
Національний парк Гран-Парадізо. Національний парк Валь-Гранде. Регіональні природні парки: річковий парк По, Капанне-ді-Маркароло, Сакро-Монте-ді-Креа, Астіджані, Кунеезі, Приморські Альпи, Валле дель Тічино, Монте Фенера, Лаґо Маджоре, Колліна Торінезе, Ґран Боско ді Сальбертран, Лаґі ді Авільяна, Орс'єра Рочавре, Валь Трончеа, Мандрія, Ступініджі, Альпе Велья, Альпе Деверо, Альта Вальсезія, Ламе ді Сезія, Боско делле Сорті делла Партечіпанца ді Трино.
Пам'ятки історії й культури: Савойська картинна галерея, Єгипетський музей, палац Мадама, моле Антонелліана (усі — Турин), церква Сант-Андреа (Верчеллі).
Типова страва — банья кауда (гарячий овочевий соус з часником й хамсою).
Типові вина — Барбера, Бароло, Дольчетто, Москато, Неб'йоло.

## Історія
П'ємонт був заселений у ранні історичні часи кельтсько-лігурійськими племенами. Пізніше вони були завойовані римлянами (бл. 220 до н. е.), які заснували кілька колоній, Augusta Taurinorum (Турин) і Eporedia (Ivrea). Після падіння Західної Римської імперії у район неодноразово вторгалися бургунди, готи (V століття), візантійці, лангобарди (VI століття), франки (773). В IX—X століттях вторгнення угорців і сарацинів. П'ємонт стає частиною Італійського королівства в складі Священної Римської імперії, був розділений на кілька провінцій і округів.
В XV столітті П'ємонт став частиною Савойського герцогства, в 1720 — основною складовоюСардинського королівства зі столицею в Турині. В 1802—1814 роках входив до складу Франції. З 1820-1840-х роках одна з найрозвиненіших в економічному відношенні областей Італії. П'ємонт відіграва значну роль в італійському національно-визвольному русі XIX століття, активно беручи участь у Революції 1848—1849 років в Італії.
Навколо Сардинського королівства (фактично навколо П'ємонту) в 1859—1860 роках відбулося об'єднання Італії. Під час Другої світової війни П'ємонт у вересні 1943 року був окупований німецькими військами, він став одним з найважливіших центрів Руху Опору. Звільнений в основному силами Опору в квітні 1945 року. Високий ступінь концентрації промисловості та робітничого класу (насамперед у Турині) визначив положення П'ємонту як одного з головних центрів робітничого руху Італії.
З п'ємонтського містечка Портакомаро (провінція Асті) походить батько папи Франциска Маріо Хосе Бергольо (1908—1959), який в 1929 р. емігрував до Аргентини.

## Адміністративний поділ

Провінції

Регіон складається із таких провінцій:
- Алессандрія
- Асті
- Б'єлла
- Вербано-Кузіо-Оссола
- Верчеллі
- Кунео
- Новара
- Турин

Адміністративний центр — Турин.
До складу регіону входить 1206 комун.

## Економіка

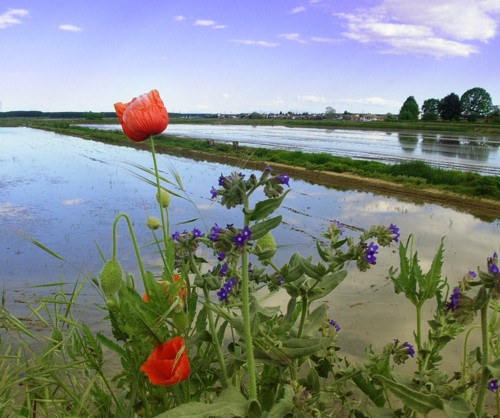
Рисові поля між Новара та Верчеллі

Низовини П'ємонту — родючі сільськогосподарські території. Основними продуктами сільського господарства в П'ємонті є зернові, в тому числі рис, що становить понад 10 % національного виробництва, кукурудза, виноград для виноробства, фрукти і молоко. З більш ніж 800 тисячами голів великої рогатої худоби в 2000 році тваринницька продукція становила половину кінцевої сільськогосподарської продукції в П'ємонті. П'ємонт є одним з великих виноробних регіонів Італії. Тут виробляють такі престижні вина як Бароло, Барбареско, Ланге, Альба та Москаті д'Асті (а також ігристі Асті Спуманте) з виноградників навколо Асті. Місцеві сорти винограду включають Неббіоло, Барбера, Дольчетто, Фрейза, Гріньоліно (Grignolino) та Бракетто.
Область відома великими промисловими центрами, зокрема: Іврея, де розміщено Olivetti, Турин, де розташований FIAT. Наземний зв'язок із сусідніми країнами проходить через тунелі, зокрема з Францією через Фрежюс, Колле-ді-Тенда і Montgenèvre Pass, і з Швейцарією через Симплон та Великий Сен-Бернар.
Регіон має найдовшу мережу автомагістралей серед регіонів Італії (близько 800 км). У 2001 році кількість легкових автомобілів на 1000 жителів становила 623 і була вище середнього показника по країні (575).
Індустрія туризму в П'ємонті налічує 75534 чоловік і включає 17 367 компаній, що працюють у сфері готельного та ресторанного сектора, з 1473 готелів та туристичних приміщень. Сектор генерує оборот у розмірі € 2671 млн євро, 3,3 % від € 80 196 млн, які представляють спільні кошторисні витрати на туризм в Італії. У 2002 році із 2 651 068 чол. загальної кількості прибулих в П'ємонт іноземних гостей було 1 124 696 чол.(42 %). Найпопулярніші туристичні місця: Рив'єра П'ємонту (32,84 % туристів), і агломерація Турина (26,51 %). У 2006 році в Турині відбулися XX зимові Олімпійські ігри, а в 2007 — XXIII Універсіада. Альпійський туризм має тенденцію концентруватися на кількох високорозвинених станціях, таких як Аланья Вальсія та Сестрієре. Близько 1980 року далека стежка Гранде Траверсата делле Альпі була створена, щоб привернути більше уваги до віддалених, малонаселених долин.

## Освіта
- Туринський університет